# Michael Kold
Michael Kold (født 4. april 1971) er dansk forfatter, foredragsholder og mentaltræner. Han udgiver bøger omkring personlig udvikling og selvledelse. Siden 2000 har Michael afholdt kurser og uddannelser.

## Bøger
- "Lær at skabe positive forandringer" (2007)
- "Inspiration til positive forandringer" (2007)
- "Sådan spiser du en elefant" (2008)
- "Fuck Flinkeskolen" (2012)